# مارلو توماس
مارلو توماس (بالإنجليزية: Marlo Thomas)‏ (و. 1937 – م) هي ممثلة، ومنتجة تلفزيونية، ومنتجة أفلام، وناشِطة، وممثلة مسرحية، وممثلة تلفزيونية، من الولايات المتحدة الأمريكية، ولدت في ديترويت، ميشيغان.

## التعليم
تعلمت في جامعة جنوب كاليفورنيا، وتحصلت منها على بكالوريوس الآداب، ومدرسة ماريماونت الثانوية ‏، ومسرح لي ستراسبرغ ومعهد السينما ‏.

## جوائز
حصلت على جوائز منها:
- وسام الحرية الرئاسي (2014)
- جائزة صالة الشرف النسائية في ولاية ميشيغان [الإنجليزية]‏.

## وصلات خارجية
- مارلو توماس على موقع IMDb (الإنجليزية)
- مارلو توماس على موقع ألو سيني (الفرنسية)
- مارلو توماس على موقع ميوزك برينز (الإنجليزية)
- مارلو توماس على موقع تيرنر كلاسيك موفيز (الإنجليزية)
- مارلو توماس على موقع أول موفي (الإنجليزية)
- مارلو توماس على موقع قاعدة بيانات برودواي على الإنترنت (الإنجليزية)
- مارلو توماس على موقع قاعدة بيانات برودواي على الإنترنت (الإنجليزية)
- مارلو توماس على موقع قاعدة بيانات الأفلام السويدية (السويدية)
- مارلو توماس على موقع إن إن دي بي (الإنجليزية)
- مارلو توماس على موقع ديسكوغز (الإنجليزية)